# Erik Larsson von der Linde

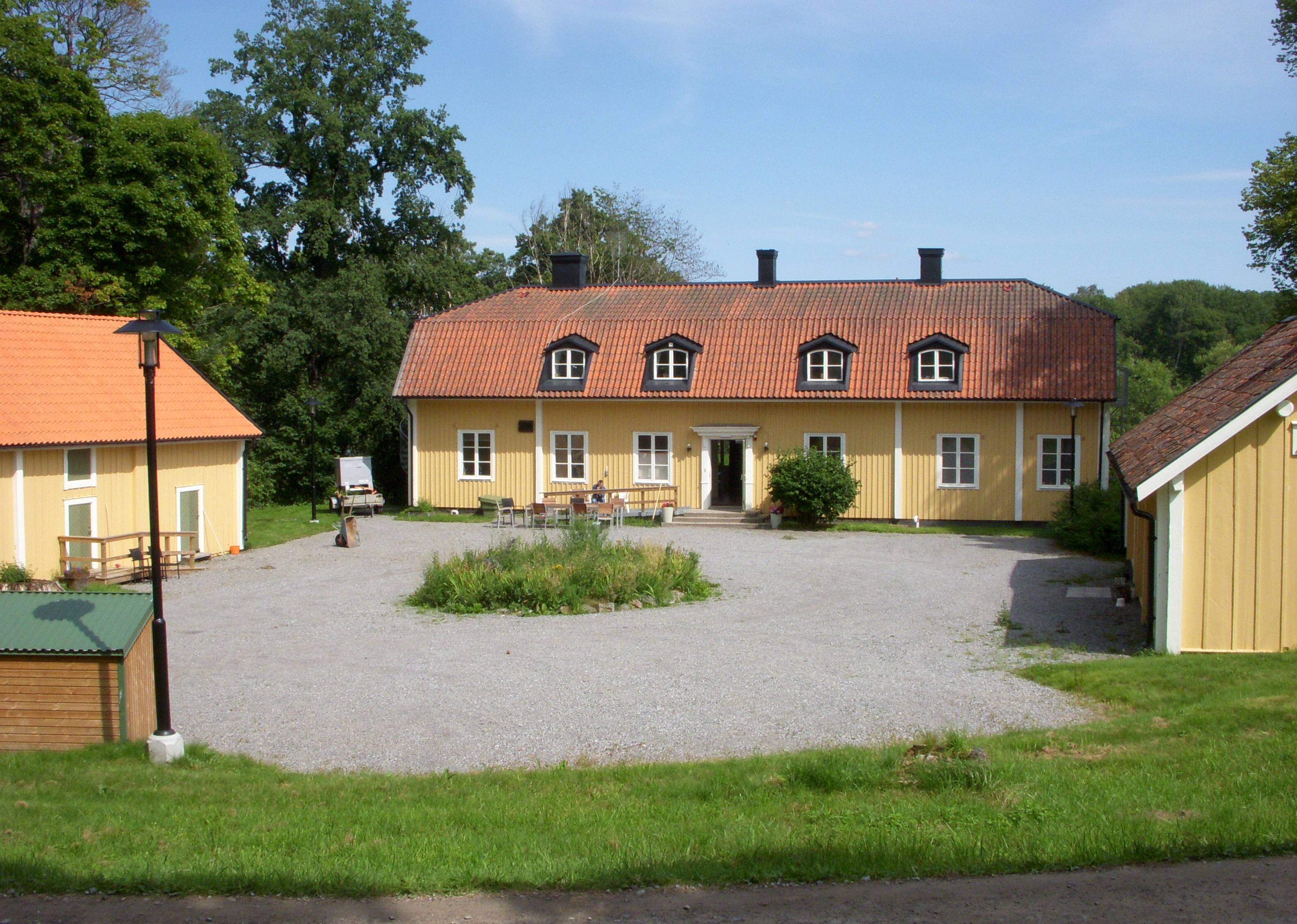
Lindhovs gård, huvudbyggnad med flyglar.

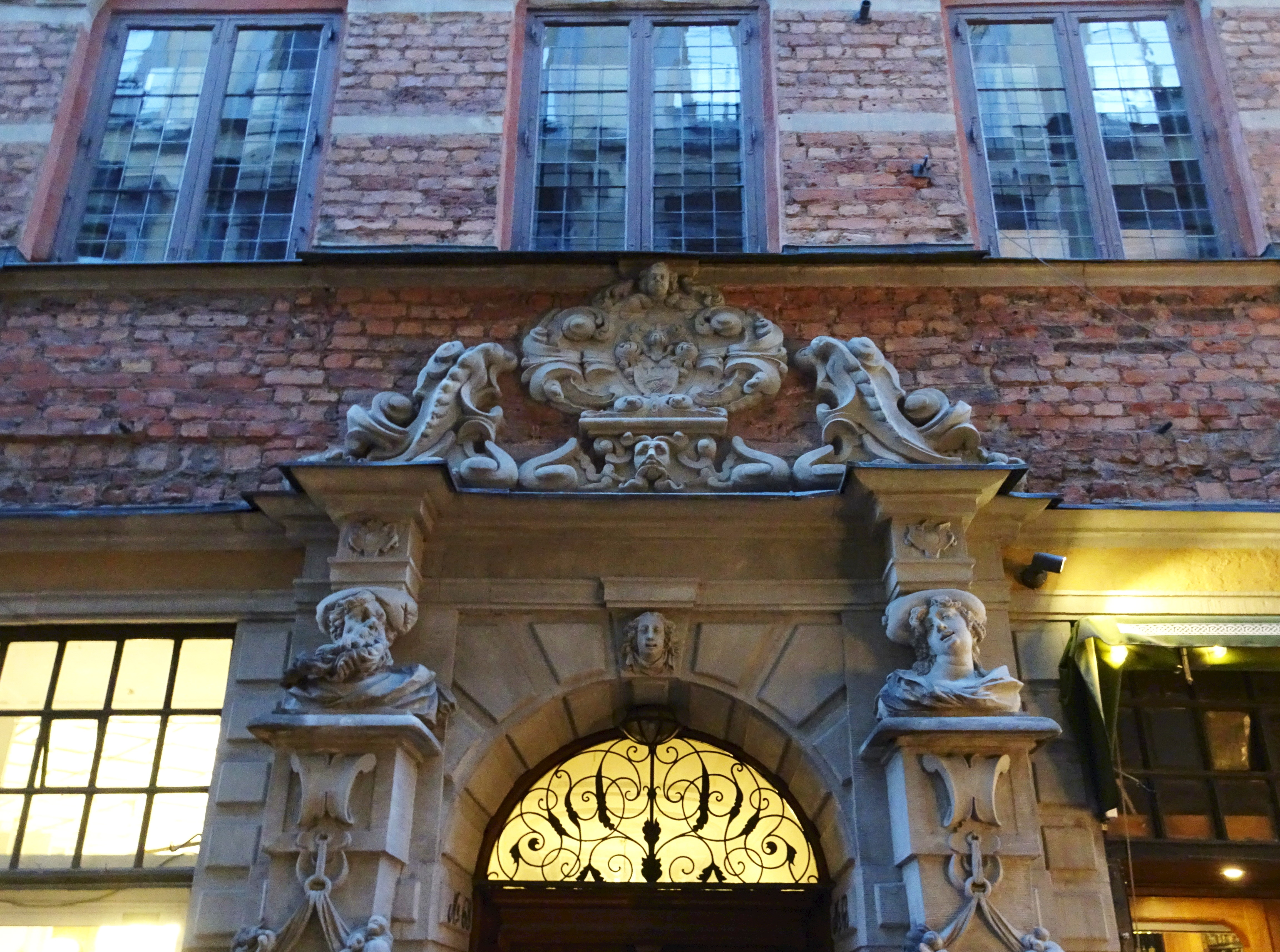
Byggnaden von der Lindeska huset vid Västerlånggatan 68 med sin frilagda röda tegelfasad med spröjsade fönster, som har 30 rutor i varje fönster. Sandstensportalen är huggen av Aris Claeszon, som hade kallats till Sverige i början 1620-talet.

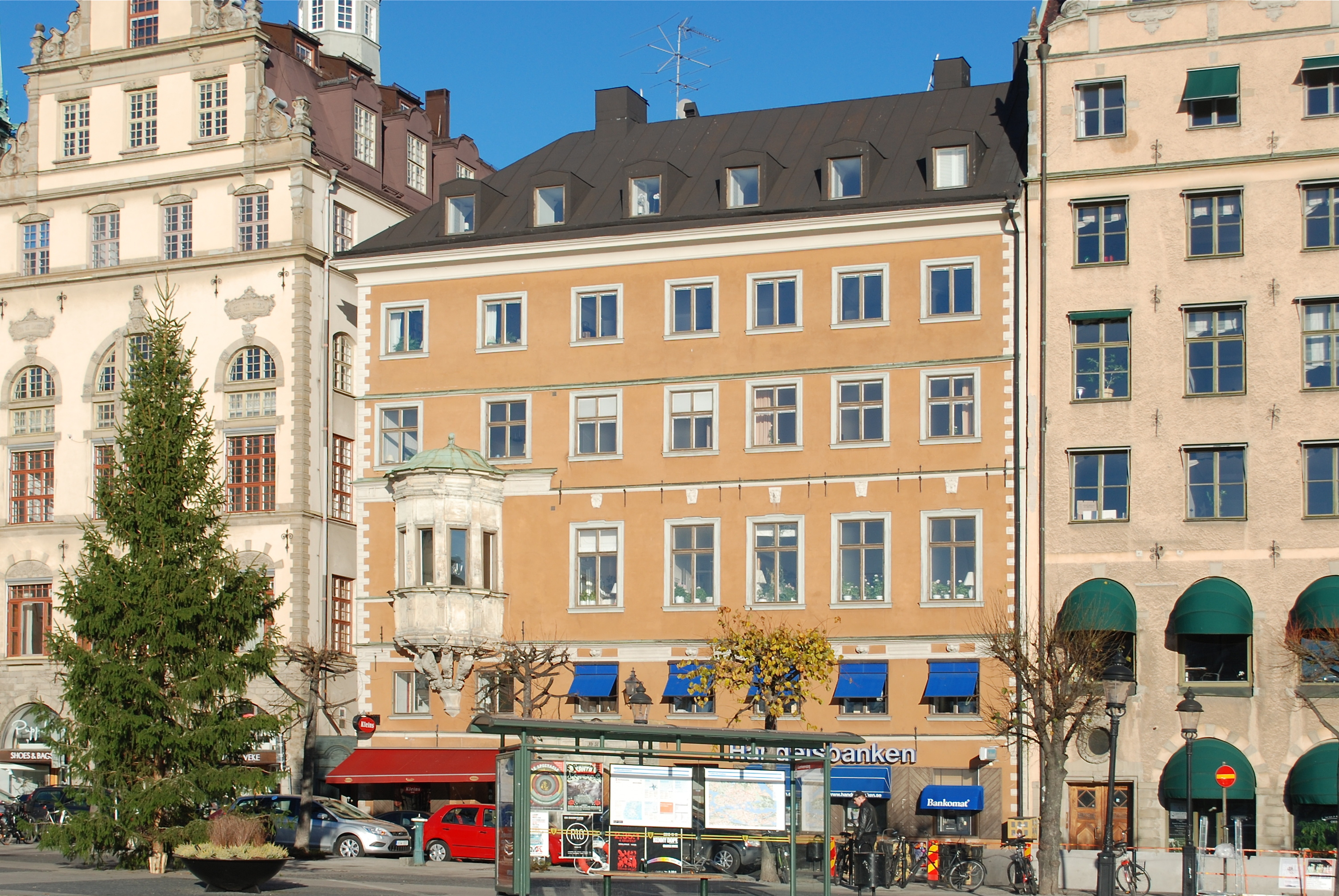
Byggnaden von der Lindeska huset vid Kornhamnstorg 51 i Stockholm.

Erik Larsson von der Linde, död i januari 1636, var en svensk ämbetsman och riksskattmästare.
Erik Larsson von der Linde var gift med Vendela Jakobsdotter Lohrman och tillsammans hade de barnen Gertrud, Margareta, Lorens, Erik, Jakob, Vendela och Elisabet. För sina tjänster mot staten adlades han 1631 och antog namnet von der Linde.

## Biografi
Erik Larssons far Lars Eriksson var borgmästare och guldsmed i Stockholm. Erik Larsson hade i yngre år varit handlare i olika europeiska städer, innan han 1602 slog sig ned som borgare och köpman i Stockholm. Han tjänade mycket pengar på sina affärer och ansågs en tid vara Sveriges rikaste köpman. 
Erik Larsson lånade ut stora summor till svenska staten, och som tack för sina lån utnämndes han 1618 till kunglig kommissarie och generalfaktor i Holland, och 1630 till räntmästare i kunglig majestäts krigsstat, och adlades 1631 med namnet von Lindöö som senare ändrades till von der Linde, slutligen befordrades han till kommerseråd. Vid sin död hade han utestående fordringar på svenska staten på 70 000 riksdaler.

### Lindhovs gård i Botkyrka socken
År 1631 erhöll Erik Larsson von der Linde säteriet Vappsta (Lindhovs gård)  i Botkyrka socken i förläning av drottning Kristina. Vid den tiden var Erik Larsson von der Linde riksskattmästare hos hennes far, Gustav II Adolf. Gården uppkallades efter von der Linde, "Lindhov", och var släktgård fram till 1697. Godsets gård och ägor låg vid sjön Aspens västra strand. Nuvarande gårdsbyggnad härrör från tiden efter von der Linde. Han ägde efter 1631 även Fittja gård som stannade i släkten till 1663.

### von der Lindeska huset i Gamla stan
En byggnad i kvarteret Typhon vid Västerlånggatan 68 samt Kornhamnstorg 51 i Gamla stan i Stockholm, von der Lindeska huset eller von der Lindes palats, uppfördes 1633 som privatbostad för Erik Larsson von der Linde. Två år tidigare, 1631, hade Erik Larsson, som var riksskattmästare hos Gustav II Adolf, adlats med namnet von der Linde.
På 1630-talet var huset i kvarteret Typhon ett av stadens första och mycket påkostade stenpalats i tysk-holländsk renässansstil. Huset har medeltida stomme och fasaderna är byggda efter holländsk förebild. Dekorerna på fasaden utfördes i gotländsk sandsten. Sandstensportalen är huggen av Aris Claeszon, skulptör och arkitekt från Nederländerna. Två av utsmyckningarna till portalen till von der Lindeska huset har mer mänskliga drag än andra. Det finns teorier om att det är byggherren själv och hans hustru som är avbildade. Bara några år efter att huset vid Västerlånggatan 68 var färdigbyggt avled Erik Larsson von der Linde och huset förvärvades senare av drottning Kristina. År 1648 skänkte drottningen palatset till sin halvbror greve Gustaf Gustafsson af Vasaborg som var illegitim son till Gustav II Adolf. Det var han som lät bygga till flygeln mot Kornhamnstorg och lät smycka fasadens flygelbyggnad med ett femsidigt burspråk, även det byggt i tysk-holländsk renässans. Den del av huset mot Kornhamnstorg, där burspråket är placerat, var först flygel till huset till den bakomliggande Västerlånggatan 68. Huset är av putsad kalksten med fin dekor och med koppartak.

### Familj
von der Linde gifte sig första gången med Helena Huusman. Hon var dotter till borgaren Henrik Huusman i Stockholm. De fick tillsammans barnen Anna von der Linde (död 1679) som var gift med hovtrumpetaren Vilhelm Waldau och köksmästaren Didrik Mein och Maria von der Linde (död 1678) som var gift med styckgjutaren Gerdt Meyer i Stockholm.
von der Linde gifte sig andra gången 3 november 1606 med Vendla Lohrman (död 1657). Hon var dotter till handelsmannen Jakob Lohreman. De fick tillsammans barnen Gertrud von der Linde (född 1608) som var gift med inspektorn Herman von Campenhausen för stora sjötullen i Västervik, Margareta von der Linde (1609–1645) som var gift med rådmannen Valentin Nilsson i Stockholm och borgmästaren Hans Neuman i Halmstad, fältmarskalken Lorens von der Linde (1610–1671), landshövdingen Erik von der Linde (1611–1666) i Åbo och Björneborgs län, häradshövdingen Jakob von der Linde (1612–1668) i Östernärke härad, Vendela von der Linde (1615–1656) som var gift med landshövdingen Tönnes Langman och Elisabet von der Linde (1617–1652) som var gift med landshövdingen Peder Hammarskjöld.